# Partners voor jeugd
Partners voor jeugd is een overkoepelend samenwerkingsverband van organisaties die actief zijn in de (preventieve) jeugdbescherming en jeugdreclassering. De organisatie is een stichting en is gehuisvest in Amsterdam. Anno 2020 telt de organisatie ca. 1500 medewerkers. 

## Geschiedenis
Het samenwerkingsverband tussen William Schrikker, de Jeugd- en Gezinsbeschermers en de Jeugdreclassering is in 2017 ontstaan; besloten werd om het samenwerkingsverband onder te brengen in de stichting Partners voor Jeugd.

## Organisatie
Het samenwerkingsverband kent de volgende werkmaatschappijen waarvan de stichting bestuurder is : 
- De Jeugd- en Gezinsbeschermers (bescherming van kwetsbare jeugdigen in de regio Noord-Holland)
- Expect Jeugd, Expertisecentrum Partners voor Jeugd (ontwikkeling kennis in samenwerking met jeugdzorgprofessionals, universiteiten, hogescholen en gespecialiseerde instellingen)
- William Schrikker Gezinsvormen (pleegzorg en gezinshuiszorg voor kinderen met een (licht) verstandelijke en/of lichamelijke beperking of een ernstige chronische ziekte)
- William Schrikker Stichting Jeugdbescherming en Jeugdreclassering (geeft begeleiding aan ouders, kinderen en jongeren die een beperking of een ziekte hebben en waar er ernstige zorgen zijn over de veiligheid van de kinderen)
- Bedrijfsondersteuning

## Bestuur en Raad van Toezicht
Het bestuur van Partners voor Jeugd bestaat uit voorzitter Pim van Uchelen en bestuurslid Mariëlle Visbeen. Oud-minister Fred Teeven is voorzitter van de raad van Toezicht